# Amulet
Amulet (latinsko amulētum) je lahko vsak predmet, za katerega ljudje verjamejo, da ima moč zaščititi lastnika pred nevarnostjo ali škodo. Amuleti so drugačni od talismanov, za katere verjamejo, da prinašajo srečo ali kakšno drugo korist, čeprav lahko nudijo tudi zaščito. Amulete se pogosto zamenjuje s čarnimi obeski, ki visijo iz ogrlice, ki je morda res amulet, lahko pa kateri koli drugi obesek, ki naj bi ščitil svojega lastnika pred nevarnostjo.
Potencialni amuleti so dragulji, zlasti vgravirani dragulji, kipi, kovanci, risbe, obeski, prstani, rastline in živali; celo besedilo v obliki čarobnega uroka ali zaklinjanje odbijata zlo ali slabo srečo..
Beseda »amulet« prihaja iz latinske amuletum; najzgodnejša uporaba je v Plinijevem Naravoslovju, in pomeni »predmet, ki varuje osebo pred težavami«.

## Amuleti v folklori
Amuleti se precej razlikujejo glede na čas nastanka in kraj izvora. V mnogih družbah so verski predmeti služili kot amuleti, npr. pri starodavnih Keltih detelja, če ima štiri liste, simbolizira srečo (ne kot irska detelja, ki simbolizira krščansko Trojico).
V Boliviji je bog Ekeko standardni amulet, kateremu bi moral ponuditi vsaj en bankovec ali cigareto, da bi si pridobil bogastvo in blaginjo.
Na nekaterih območjih v Indije, Nepala in Šrilanke velja tradicionalno prepričanje, da lahko šakalov rog izpolni želje svojega lastnika na lastno pobudo, če ga izgubi. Nekateri verjamejo, da lahko singalski rog podeli imetniku nedokljivost v kateri koli tožbi.
Na Filipinih se lokalen amulet imenuje agimat ali anting-anting. Po ljudskem verovanju je najmočnejše anting-anting hiyas ng saging (neposredni prevod kot biser ali bananina gema). Hiyas morajo prihajati iz zrele banane in šele ob polnoči. Preden lahko oseba pridobi agimat, se mora boriti z nadnaravnim bitjem imenovanim kapre. Šele potem bo njen resnični lastnik. Med svetim tednom privrženci potujejo na Mount Banahaw, da napolnijo svoje amulete. 

## Amuleti in Stari Rim
Amulet je bil še posebej razširjen v rimski družbi, kar je zapuščina starogrške tradicije, neločljivo povezana z rimsko religijo in magijo. Amuleti so po navadi izven običajnega področja verske izkušnje, čeprav je bila predlagana zveza med nekaterimi dragimi kamni in bogovi; Jupitra na primer zastopa mlečni kalcedon, Sola na heliotrop, Marsa rdeči jaspis, Cerera zeleni jaspis in Bakhusu ametist.  Amuleti so prinesli uporabniku s tem povezane pristojnosti bogov in ne zaradi razlogov pobožnosti. Notranja moč amuleta je razvidna tudi iz napisov, kot je vterfexix (utere fexix) ali "sreča uporabniku". Kot amuletni predmeti so se lahko uporabljali tudi taki, kot so jih našli v Thetford treasure, Norfolk, Velika Britanija, in so bili zlati predmeti namenjeni kot obesek okoli vratu, ki je vseboval žveplo za apotropaičen (čaroben) učinek.

## Amuleti in Stari Egipt
Egiptovske amulete so nosili tako živi kot mrtvi. Nekateri so ščitili uporabnika pred posebnimi nevarnostmi, drugi so bili obdarjeni s posebnimi značilnostmi, kot so trdnost in ognjevitost. Pogosto so bili v obliki živali, rastlin, sakralnih objektov ali iz hieroglifskih simbolov. Za učinkovitost amulet so bile pomembne kombinacija oblike, barve in materiala. Papirusi kažejo, da so se amuleti uporabljali v medicini, pogosto v povezavi z obkladki (zdravilne obleke, pogosto so se uporabljali vroči) ali drugi pripravki ter recitacija urokov. Včasih so papirusi, na katerih so bili napisani uroki tudi lahko delovali kot amulet in so jih zložili in jih nosili s seboj.
Najpogosteje so nosili zaščitni amulet v obliki Horovega očesa. Nosili so ga za časa življenja in se je pogosto pojavil na obroču in kot element ogrlice. Bil je tudi na telesu pokojnika v procesu mumifikacije, da bi zaščitili rez, skozi katerega so bili odstranjeni notranji organi. Več urokov v Knjigi mrtvih je bilo namenjeno govorjenju preko posebnih amuletov, ki so bili nato dani v posebna mesta na telesu pokojnika. Skarabej je bil pomemben pogrebni amulet, povezan s ponovnim rojstvom, srce skarabeja kot amulet pa je preprečil srcu govoriti proti umrlemu.
Ta vrsta amuleta na sliki na desni strani, je simbol boga Amon Raja in izvira z Kushite kraljev, ki so vladali Egiptu kot 25. dinastija. Njihova čela kot ovnova glava sta pogosto krasili dve kobri, namesto ene kobre kot na glavi egipčanskih kraljev. Izredno fino klesan v trd kamen, ta amulet povezuje roge in glavo, ki lahko odraža kovinski prototip.

## Amuleti v abrahamski religiji
V antiki in srednjem veku so, najbolj Judje, kristjani in muslimani na Bližnjem vzhodu, verjeli v zaščitno in zdravilno moč amuletov ali blagoslovljenih predmetov. Talismane, ki so jih uporabljali, lahko razdelimo v tri glavne kategorije: talismane, ki se jih nosi na telesu, talismane obešene na ali nad posteljo za slabotne osebe in zdravilne talismane. Ta tretja kategorija se lahko nadalje deli na zunanje in notranje talismane; na primer zunanji amulet se postavi v kopel.
Judje, kristjani in muslimani včasih uporabljajo tudi svoje svete knjige kot talisman v hudih primerih. Na primer, postelja na kateri leži hudo bolna oseba, ima sveto knjigo pod posteljo ali blazino.

### Judaizem
Judovska tradicija pozna mnogo amuletov, s primeri iz dobe Solomona, ki jih hranijo v številnih muzejih. Zaradi preganja malikov, so judovski amuleti poudarjali besedilo in imena - oblika, material ali barva amuleta ni imela vpliva. Primeri besedilnih amuletov so Srebrni zvitki iz okoli 630 pred našim štetjem, ki so jih našli v Ketef Hinnom, arheološkem najdišču jugozahodno od starega mesta Jeruzalem, in še vedno sodobne mezuzah (kos pergamenta z vpisanimi določenimi hebrejskimi verzi iz Tore). Drug primer pa je Roka Fatime ali Hamsa, to je oris človeške roke.

### Krščanstvo
Rimskokatoliška cerkev trdi, da zakonita uporaba zakramentalij ob pravilni razporeditvi spodbuja samo s trdno vero in predanostjo Bogu, ne s katerim koli magičnim ali vraževernim prepričanjem podarjenega predmeta. V zvezi s tem so venci, škapulir, medalje in drugi nabožni verski katoliški pripomočki izpeljali svojo moč ne iz simbolike, ki jih objekt ustvaril, ampak z vero vernika, ki je zaupal svojo moč Bogu. Nekateri katoliki se ne morejo v celoti strinjati s takim stališčem, ampak verjamejo v poganske magije ali politeistično praznoverje preko materiala predmeta posvečenega od Svetega sedeža.
Protestanti se na splošno ne strinjajo v tem prepričanju. Evangeličani včasih oglašujejo po televiziji molitvena oblačila, kovance in denarnice in trdijo, da imajo posreden vpliv na tistega, ki jih nosi.
Laičnim katoličanom ni dovoljeno opravljanje eksorcizma, vendar pa lahko uporabljajo sveto vodo, blagoslovljeno sol in druge zakramentalije, kot na primer medalja Sv. Benedikta ali razpelo za izganjanje zla. 

#### Razpelo
Razpelo je eno od ključnih zakramentalij katoličanov, ki se uporablja in je bilo uporabljeno za varovanjem pred zlom dolga stoletja. Cesarski križ Konrada II. (1024-1039) se sklicuje na moč križa proti zlu. Veliko teologov katoliške cerkve se je sklicevalo na uporabo znaka križa pri kristjanih, da bi jih blagoslovili in ubranili pred demonskimi vplivi. Razpelo se še vedno pogosto uporablja kot talisman.

#### Medalja
Znan amulet med katoliškimi kristjani je medalja Sv. Benedikta, ki vsebuje Vade Retro Satana formulo, ki brani pred Satanom. Ta medalja je bila v uporabi vsaj od 18. stoletja in je leta 1742 dobila dovoljenje papeža Benedikta XIV. Kasneje je postala del rimskokatoliškega obreda. 

#### Škapulir
Za nekatere katoliške zakramentalije verjamejo, da branijo pred zlom, kar deluje na podlagi njihovega združevanja z določenim svetnikom ali nadangelom. Škapulir nadangela svetega Mihaela je glavni sovražnik satana. Papež Pij IX.  dal škapulirju svoj blagoslov, vendar ga je prvič uradno odobril papež Leon XIII.
Oblika tega škapulirja se nekoliko razlikuje, saj ima dva dela tkanine, ki sestavljata obliko majhnega ščita; eden je iz modrega in drugi črnega materiala, eden od pasov je prav tako moder in drugi črn. Oba dela škapulirja nosita znano podobo nadangela Mihaela, ki pobija zmaja in napis "Quis ut Deus?" kar pomeni "Kdo je kot Bog?" 

#### Sveta voda
Katoliški svetniki so pisali o moči blagoslovljene vode kot sile, ki odbija zlo. Sv. Tereza iz Avila, zdravnica Cerkve, je poročala o videnju Jezusa in Marije, ki sta močno verjela v moč blagoslovljene vode in napisala, da se uporablja z uspehom za odganjanje zla in skušnjav. 

## Amuleti na Kitajskem in Japonskem
Na Kitajskem so taoistični strokovnjaki imenovali fulu poseben slog kaligrafije, za katerega pravijo da bi lahko zaščitila pred zli duhovi. Enakovredni tip amuleta na Japonskem se imenuje ofuda.

## Galerija
- Marije Karmelske ali  "Rjavi škapulir"
- Starorimski amulet v obliki besednega kvadrata vsebuje super-palindromno besedno zvezo.
- Amulet iz Radžastana
- Zapestnica s talismani
- Starorimski amuleti iz Pompejev kažejo falus
- Mezuzah
- Turški nazar-talisman brani pred zlobnim očesom
- Amulet iz Grimorija (Knjiga senc).
- Magično ogledalo z znamenji zodiaka, Louvre
- Talisman, ameriška indijanska medicina, narejena iz volčje kože, volne, ogledal, perja, gumbov in medeninastega zvončka.
- Winti - amulet afro-surinamske tradicionalne religije
- Staroegiptovski Taweret amulet, Nova država, 18. dinastija, okoli 1539–1292 pred našim štetjem.